# Koigi (Saaremaa)
Koordinaten: 58° 30′ N, 23° 1′ O

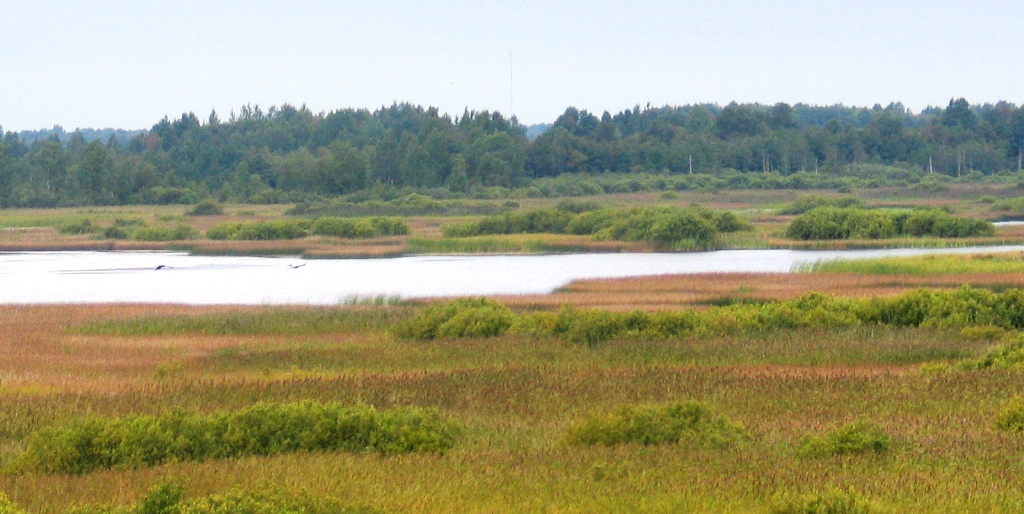
Der Koigi-See

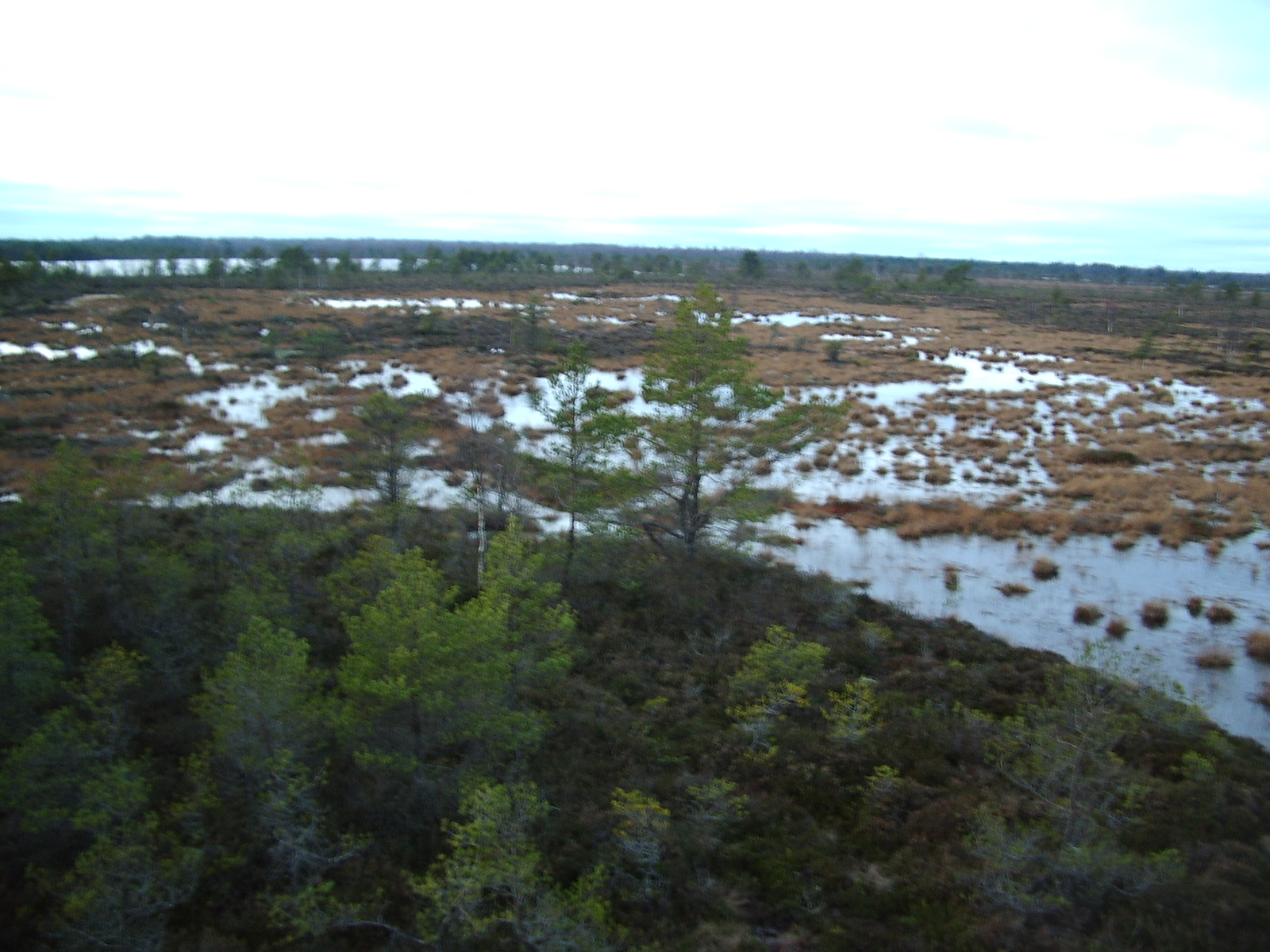
Moorlandschaft bei Koigi

Koigi (deutsch Koik) ist ein Dorf (estnisch küla) auf der größten estnischen Insel Saaremaa. Es gehört zur Landgemeinde Saaremaa (bis 2017: Landgemeinde Pöide) im Kreis Saare.

## Einwohnerschaft und Lage
Das Dorf hat 38 Einwohner (Stand 31. Dezember 2011). Es liegt 45 Kilometer nordöstlich der Inselhauptstadt Kuressaare.
Westlich des Ortskerns liegt das gleichnamige, vierzig Quadratkilometer große Moor (Koigi soo). Darin befindet sich der 1,76 Quadratkilometer große Koigi-See (Koigi järv).

## Geschichte
Im Jahr 1441 wurde das Dorf Koicke den Brüdern Köning verlehnt. Dort entstand bald darauf ein Hof. Für das Jahr 1523 ist daneben auch das Dorf nachgewiesen.